# Macrostylis latiuscula
Macrostylis latiuscula là một loài chân đều trong họ Macrostylidae. Loài này được Mezhov miêu tả khoa học năm 2004.